# Меморіальний кубок 2014
96-й за ліком розіграш Меморіального кубка, котрий відбувся на майданчику команди «Лондон Найтс» Budweiser Gardens в період з 16 по 25 травня 2014 року.
Учасниками турніру були: «Едмонтон Оіл-Кінгс» (переможець ЗХЛ), «Гвелф Сторм» (переможець ОХЛ), «Валь-д'Ор Форерс» (переможець ГЮХЛК) та «Лондон Найтс» (господар змагань, представляє хокейну лігу Онтаріо).

## Груповий турнір
| Команда              | І | В | П | Голи  |
| -------------------- | - | - | - | ----- |
| «Гвелф Сторм»        | 3 | 3 | 0 | 18-7  |
| «Валь-д'Ор Форерс»   | 3 | 2 | 1 | 8-9   |
| «Едмонтон Оіл-Кінгс» | 3 | 1 | 2 | 10-11 |
| «Лондон Найтс»       | 3 | 0 | 3 | 4-13  |

| 16 травня          |     |                |       |
| «Валь-д'Ор Форерс» | 1:0 | «Лондон Найтс» | 8 863 |
|                    |     |                | 8 863 |

| 17 травня     |     |                      |       |
| «Гвелф Сторм» | 5:2 | «Едмонтон Оіл-Кінгс» | 8 824 |
|               |     |                      | 8 824 |

| 18 травня      |     |                      |       |
| «Лондон Найтс» | 2:5 | «Едмонтон Оіл-Кінгс» | 8 863 |
|                |     |                      | 8 863 |

| 19 травня     |     |                    |       |
| «Гвелф Сторм» | 6:3 | «Валь-д'Ор Форерс» | 8 796 |
|               |     |                    | 8 796 |

| 20 травня            |           |                    |       |
| «Едмонтон Оіл-Кінгс» | 3:4 (2ОТ) | «Валь-д'Ор Форерс» | 8 745 |
|                      |           |                    | 8 745 |

| 21 травня      |     |               |       |
| «Лондон Найтс» | 2:7 | «Гвелф Сторм» | 8 863 |
|                |     |               | 8 863 |

## Півфінал
| 23 травня            |           |                    |       |
| «Едмонтон Оіл-Кінгс» | 4:3 (3ОТ) | «Валь-д'Ор Форерс» | 8 776 |
|                      |           |                    | 8 776 |

## Фінал
| 25 травня | «Едмонтон Оіл-Кінгс» | 6:3 (1:2, 3:0, 2:1) | «Гвелф Сторм» | «Budweiser Gardens», Лондон Глядачів: 8 863 |

| Протокол | Протокол                            | Протокол                                     | Протокол | Протокол |
| --- | ----------------------------------- | -------------------------------------------- | -------- | -------- |
| | Джеррі                              | Голкіпери                                    | Ніколс   |          |
| Корбетт (Б) - 09:38 Робертсон - 21:58 Кулда (Б) - 26:06 Мороз - 34:19 Самуельссон - 45:00 Самуельссон (ПВ) - 58:34 | 0:1 1:1 1:2 2:2 3:2 4:2 4:3 5:3 6:3 | 01:00 - Фаббрі 16:36 - Піроґ 43:23 - Мітчелл |          |          |
| 6 хв. | Вилучення                           | 8 хв.                                        |          |          |
| 45 (20, 15, 10) | Кидки                               | 35 (14, 8, 13)                               |          |          |

## Бомбардири
| Гравець            | Команда              | І | Г | П | О | Штраф |
| ------------------ | -------------------- | - | - | - | - | ----- |
| Генрік Самуельссон | «Едмонтон Оіл-Кінгс» | 5 | 4 | 4 | 8 | 4     |
| Едгарс Кулда       | «Едмонтон Оіл-Кінгс» | 5 | 4 | 3 | 7 | 4     |
| Кербі Райхел       | «Гвелф Сторм»        | 4 | 3 | 4 | 7 | 0     |
| Роббі Фаббрі       | «Гвелф Сторм»        | 4 | 2 | 4 | 6 | 4     |
| Коді Корбетт       | «Едмонтон Оіл-Кінгс» | 5 | 1 | 5 | 6 | 2     |

І = Ігри; Г = Голи; П = Результативні паси; О = Очки; Ш = штрафні хвилини
Джерело: www.leaguestat.com

## Нагороди
- Стеффорд Смайт Трофі (MVP): Едгарс Кулда, «Едмонтон Оіл-Кінгс»
- Геп Еммс Трофі (голкіпер): Антуан Бібо, «Валь-д'Ор Форерс»
- Джордж Парсонс Трофі (джентльмен): Кертіс Лазар, «Едмонтон Оіл-Кінгс»
- Ед Чіновет Трофі (бомбардир): Генрік Самуельссон, «Едмонтон Оіл-Кінгс»

Команда усіх зірок
- Воротар: Антуан Бібо («Валь-д'Ор Форерс»)
- Захисники: Коді Корбетт («Едмонтон Оіл-Кінгс») — Метт Фінн («Гвелф Сторм»)
- Нападники: Едгарс Кулда («Едмонтон Оіл-Кінгс») — Кербі Райхел («Гвелф Сторм») — Генрік Самуельссон («Едмонтон Оіл-Кінгс»)